# Sungnam
Sungnam – gaun wikas samiti we wschodniej części Nepalu w strefie Kośi w dystrykcie Terhathum. Według nepalskiego spisu powszechnego z 2001 roku liczył on 757 gospodarstw domowych i 4169 mieszkańców (2204 kobiet i 1965 mężczyzn).